# Alt Duvenstedt
Alt Duvenstedt er en kommune og en by i det nordlige Tyskland, beliggende i Amt Fockbek i den centrale del af Kreis Rendsborg-Egernførde. Kreis Rendsborg-Egernførde ligger i den centrale del af delstaten Slesvig-Holsten.

## Geografi
Alt Duvenstedt ligger få kilometer nord for Rendsborg i Naturpark Hüttener Berge. Mod vest løber Bundesstraße 77 og jernbanen fra Rendsborg mod Slesvig by, mod øst løber Bundesautobahn 7, ligeledes mellem Rendsborg og Slesvig.